# Stefan Danaiłow
Stefan Łambow Danaiłow, bułg. Стефан Ламбов Данаилов (ur. 9 grudnia 1942 w Sofii, zm. 27 listopada 2019 tamże) – bułgarski aktor teatralny, telewizyjny i filmowy, pedagog oraz polityk, członek Bułgarskiej Partii Socjalistycznej, deputowany do Zgromadzenia Narodowego, minister kultury w rządzie Sergeja Staniszewa (2005–2009).

## Życiorys
W 1966 ukończył studia aktorskie w instytucie teatralnym i filmowym WITIZ „Krystjo Sarafow”. Przez ponad 30 lat był jednym z głównych aktorów zespołu Teatru Narodowego im. Iwana Wazowa. Grał m.in. w repertuarze klasycznym, wcielał się w postaci Don Juana, Hamleta oraz Stawrogina z adaptacji Biesów, występował także w sztukach współczesnych. W 1978 wcielił się w postać Camille'a Desmoulinsa w Sprawie Dantona Stanisławy Przybyszewskiej, reżyserowanej w Sofii przez Andrzeja Wajdę. Wystąpił także w kilkudziesięciu produkcjach telewizyjnych i filmowych, pierwszy raz grając w wieku ośmiu lat w filmie Sledite ostawat. Popularność przyniosła mu m.in. rola majora Dejanowa w serialu Na wseki kiłometyr (1969). Jako pedagog został wykładowcą, a następnie docentem i profesorem na macierzystej uczelni.
Należał do Bułgarskiej Partii Komunistycznej. W latach 1986–1990 był posłem do bułgarskiego parlamentu. Po przemianach politycznych dołączył do Bułgarskiej Partii Socjalistycznej. W latach 90. był członkiem krajowego regulatora radiowego i telewizyjnego. W 2001 został deputowanym do Zgromadzenia Narodowego. Z powodzeniem ubiegał się o reelekcję w wyborach w 2005, 2009, 2013, 2014 i 2017.
17 sierpnia 2005 został ministrem kultury w gabinecie Sergeja Staniszewa. Urząd ten sprawował do końca kadencji tego rządu, tj. do 27 lipca 2009. We wrześniu 2011 został przedstawiony jako kandydat socjalistów w wyborach prezydenckich na stanowisko wiceprezydenta u boku Iwajły Kałfina, który w drugiej turze głosowania przegrał z Rosenem Plewneliewem z rządzącej partii GERB.